# Azzone
Azzone – miejscowość i gmina we Włoszech, w regionie Lombardia, w prowincji Bergamo.
Według danych na styczeń 2009 gminę zamieszkiwało 441 osób przy gęstości zaludnienia 26,2 os./1 km².